# Clube do Remo
Az Clube do Remo, röviden Remo, egy 1905. február 5-én alapított sportegyesület, a brazíliai Belém városából. A Paraense állami bajnokságban, és az országos bajnokság harmadik osztályában, a Série C-ben szerepel. A labdarúgáson kívül úszó, futsal, evezős, röplabda és kosárlabda szakosztályokkal is rendelkeznek.

## Sikerlista

### Hazai
- 1-szeres Série C bajnok: 2005

### Állami
- 45-szörös Paraense bajnok: 1913, 1914, 1915, 1916, 1917, 1918, 1919, 1924, 1925, 1926, 1930, 1933, 1936, 1940, 1949, 1950, 1952, 1953,1954, 1960, 1964, 1968, 1973, 1974, 1975, 1977, 1978, 1979, 1986, 1989, 1990, 1991, 1993, 1994, 1995, 1996, 1997, 1999, 2003, 2004, 2007, 2008, 2014, 2015, 2018

## Játékoskeret
2015. január 3-tól
| # |        | Poszt | Név             |
| - | ------ | ----- | --------------- |
|   | Brazil | K     | César Luz       |
|   | Brazil | K     | Fabiano         |
|   | Brazil | V     | Raphael Andrade |
|   | Brazil | V     | Ciro Sena       |
|   | Brazil | V     | Max             |
|   | Brazil | V     | Igor João       |
|   | Brazil | V     | Levy            |
|   | Brazil | V     | Alex Ruan       |
|   | Brazil | V     | Jadílson        |
|   | Brazil | KP    | Dadá            |
|   | Brazil | KP    | Felipe Macena   |
|   | Brazil | KP    | Warian Santos   |

| # |        | Poszt | Név              |
| - | ------ | ----- | ---------------- |
|   | Brazil | KP    | Ilaílson         |
|   | Brazil | KP    | Michel Schmöller |
|   | Brazil | KP    | Eduardo Ramos    |
|   | Brazil | KP    | Fabrício         |
|   | Brazil | KP    | Ratinho          |
|   | Brazil | CS    | João Henrique    |
|   | Brazil | CS    | Roni             |
|   | Brazil | CS    | Val Barreto      |
|   | Brazil | CS    | Leandro Cearense |
|   | Brazil | CS    | Rafael Paty      |
|   | Brazil | CS    | Flávio Caça-Rato |